# Спенсер (тауншип, Миннесота)
Спенсер (англ. Spencer) — тауншип в округе Эйткин, Миннесота, США. На 2000 год его население составило 602 человека.

## География
По данным Бюро переписи населения США площадь тауншипа составляет 97,7 км², из которых 95,6 км² занимает суша, а 2,1 км² — вода (2,15 %).

## Демография
По данным переписи населения 2000 года здесь находились 602 человека, 222 домохозяйства и 166 семей.  Плотность населения —  6,3 чел./км².  На территории тауншипа расположено 258 построек со средней плотностью 2,7 построек на один квадратный километр. Расовый состав населения: 97,51 % белых, 1,16 % коренных американцев, 0,33 % азиатов, 0,17 % c Тихоокеанских островов, 0,50 % — других рас США и 0,33 % приходится на две или более других рас. Испанцы или латиноамериканцы любой расы составляли 0,66 % от популяции тауншипа.
Из 222 домохозяйств в 38,3 % воспитывались дети до 18 лет, в 67,1 % проживали супружеские пары, в 3,6 % проживали незамужние женщины и в 25,2 % домохозяйств проживали несемейные люди. 19,4 % домохозяйств состояли из одного человека, при том 8,1 % из — одиноких пожилых людей старше 65 лет. Средний размер домохозяйства — 2,71, а семьи — 3,11 человека.
28,4 % населения — младше 18 лет, 5,0 % — в возрасте от 18 до 24 лет, 24,8 % — от 25 до 44, 29,2 % — от 45 до 64, и 12,6 % — старше 65 лет. Средний возраст — 39 лет. На каждые 100 женщин приходилось 102,7 мужчин.  На каждые 100 женщин старше 18 приходилось 99,5 мужчин.
Средний годовой доход домохозяйства составлял 63 542 доллара, а средний годовой доход семьи —  73 365 долларов. Средний доход мужчин —  77 708  долларов, в то время как у женщин — 41 875. Доход на душу населения составил 37 396 долларов. За чертой бедности находились 1,6 % семей и 3,7 % всего населения тауншипа, из которых 8,5 % младше 18 и 8,7 % старше 65 лет.